# Suphalomitus formosanus
Suphalomitus formosanus là một loài côn trùng trong họ Ascalaphidae thuộc bộ Neuroptera. Loài này được Esben-Petersen miêu tả năm 1913.